# Tamil-Kannada jezici
Tamil-Kannada jezici, jedna od užih skupina južnodravidskih jezika iz Indije, koja obuhvaća (31) jezik unutar užih skupina kannada sa (4 jezika); tamil-kodagu sa (26) jezika; i neklasificiranog jezika wayanad chetti [ctt].
Prije je ovoj porodici pripisivano 27 pa 28 jezika, a proširena je s 2 tamilska jezika kanikkaran [kev] i novopriznatim jezikom eravallan [era], i neklasificiranim jezikom Wayanad Chetti.